# باردوسكو
الباردسكو (الاسم العلمي: Nephelornis oneilli)، هو نوع أحادي الطراز من الطيور يتبع فصيلة التناجر ضمن رتبة العصفوريات. يستوطن الغابات الكثيفة في جبال الأنديز في وسط بيرو.